# Beuvrages
Beuvrages är en kommun i departementet Nord i regionen Hauts-de-France i norra Frankrike. Kommunen ligger i kantonen Anzin som tillhör arrondissementet Valenciennes. År 2022 hade Beuvrages 6 791 invånare.

## Befolkningsutveckling
Antalet invånare i kommunen Beuvrages
| Referens: INSEE |